# 29 mai
ianuarie • februarie • martie  • aprilie  • mai  • iunie  • iulie  • august  • septembrie  • octombrie  • noiembrie  • decembrie
29 mai este a 149-a zi a calendarului gregorian și ziua a 150-a în anii bisecți. Mai sunt 216 zile până la sfârșitul anului.

## Evenimente

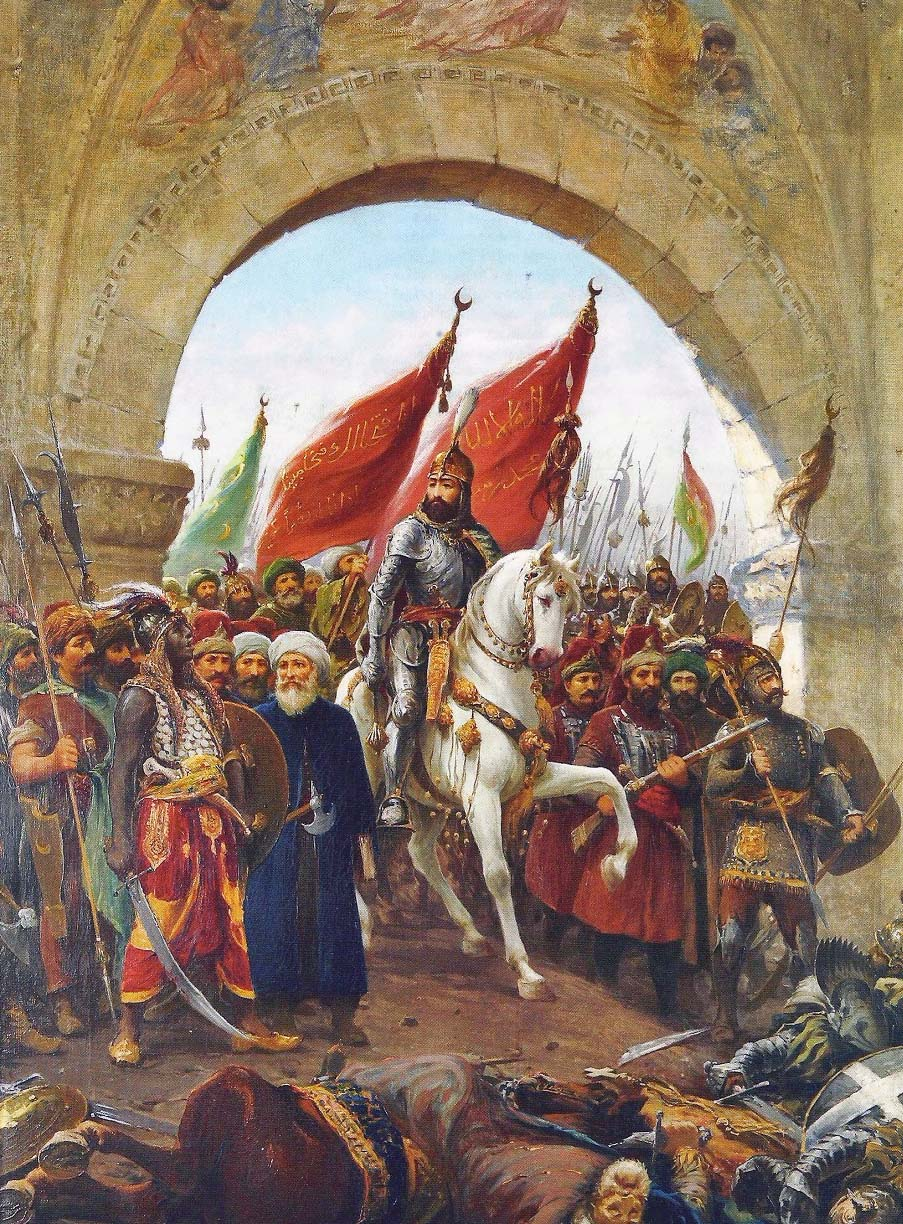
1453: Căderea Constantinopolului: Sultanul Mahomed al II-lea intră în Constantinopol, pictură de Fausto Zonaro.

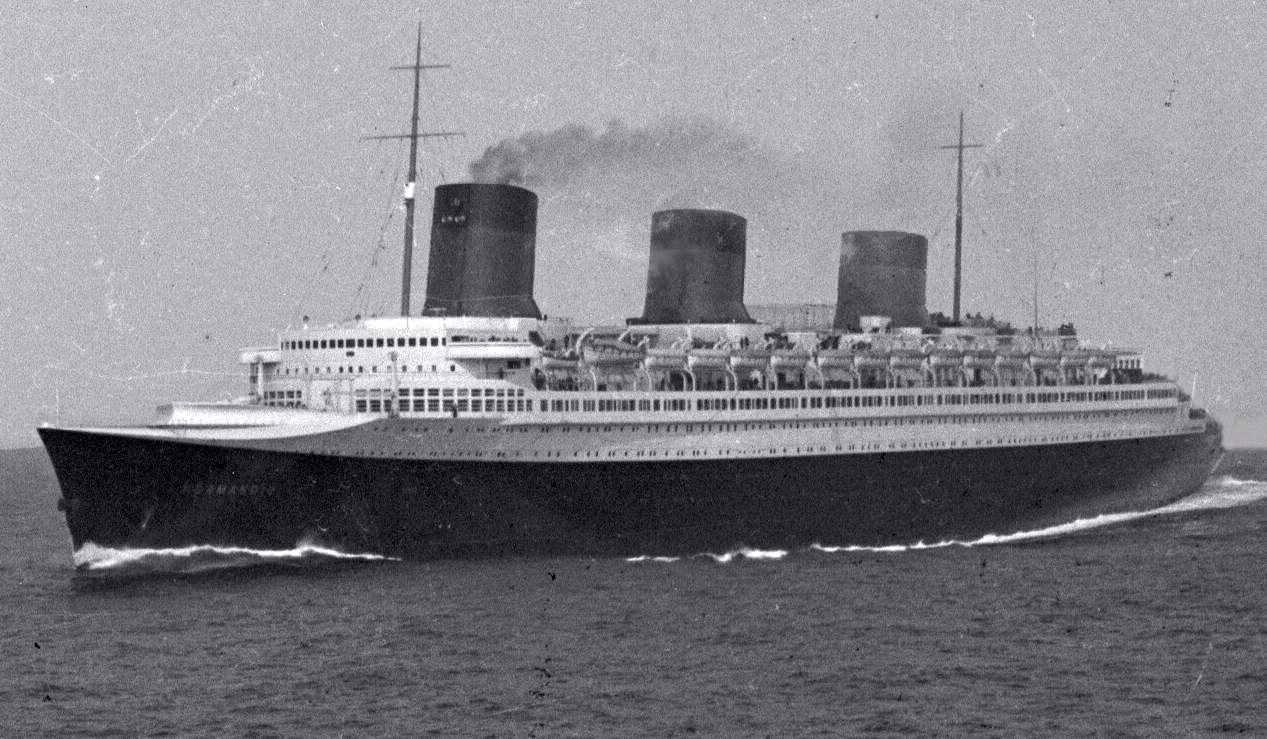
1935: Nava franceză de pasageri Normandie își începe călătoria plecând din Le Havre. Va ajunge la New York după patru zile, trei ore și 14 minute, doborând recordul anterior deținut de Panglica albastră. Gigantul transatlantic va fi cel mai mare vas din lume timp de cinci ani.

- 0363: Împăratul roman Iulian învinge armata sasanidă în Bătălia de la Ctesiphon, sub zidurile capitalei sasanide, dar nu poate captura orașul.
- 1176: Bătălia de la Legnano: Milițiile Ligii Lombarde au înfrânt armata împăratul Frederic I.
- 1233: Războiul mongol-jin: Mongolii au intrat în Kaifeng după un asediu reușit și au început să jefuiască capitala dinastiei Jin.[1]
- 1328: Filip al VI-lea este încoronat rege al Franței.
- 1453: Căderea Constantinopolului: Armatele otomane, sub conducerea sultanului Mahomed al II-lea, cuceresc Constantinopolul după un asediu de 53 de zile; sfârșitul Imperiului Bizantin.
- 1660: Restaurarea engleză: Carol al II-lea, chiar în ziua în care împlinește 30 de ani, este repus pe tronul Angliei, Scoției și Irlandei.
- 1807: La presiunea ienicerilor, Selim al III-lea, conducătorul reformist al Imperiului Otoman din 1789, este detronat și arestat. Mustafa al IV-lea devine sultan al Imperiului Otoman și calif al islamului.
- 1825: Carol al X-lea este încoronat rege al Franței, la Reims.
- 1868: Asasinarea la Belgrad a prințului Serbiei, Mihailo Obrenović al III-lea.
- 1903: Regele Alexandru Obrenovici al Serbiei și regina Draga sunt asasinați la Belgrad, de către un grup de ofițeri de armată.
- 1914: Nava RMS Empress of Ireland s-a scufundat după ce s-a ciocnit de SS Storstad pe fluviul Sfântul Laurențiu. Și-au pierdut viața 1.012 de oameni.
- 1918: Armenia învinge armata otomană în Bătălia de la Sardarapat.
- 1918: Finlanda adoptă steagul național, care simbolizează lacurile și zăpada.
- 1919: Eclipsa de Soare din 29 mai 1919 a fost fotografiată pentru a se verifica experimental relativitatea generală a lui Albert Einstein.
- 1935: Nava franceză de pasageri Normandie își începe călătoria plecând din Le Havre. Va ajunge la New York după patru zile, trei ore și 14 minute, doborând recordul anterior deținut de Panglica albastră. Gigantul transatlantic va fi cel mai mare vas din lume timp de cinci ani.
- 1953: Neo-zelandezul Edmund Hillary și șerpașul Tenzing Norgay sunt primii oameni care au ajuns pe Everest.
- 1980: Campionatul internațional de atletism. Anișoara Cușmir cucerește locul întâi la săritura în lungime, realizând una din cele mai bune performanțe mondiale la această probă: 7 metri.
- 1982: Papa Ioan Paul al II-lea devine primul pontif care vizitează Catedrala Canterbury.
- 1985: Dezastrul de pe stadionul Heysel din Bruxelles: 39 de spectatori au murit și sute au fost răniți, în urma prăbușirii unei tribune.
- 1986: Noul steag european este ridicat pentru prima dată în sunetele imnului european în fața clădirii Berlaymont din Bruxelles.
- 1990: Parlamentul rus îl alege pe Boris Elțîn președinte al Federației Ruse.
- 1995: A 12-a enciclică intitulată „Ut unum sunt" („pentru ca toți să fie unul"), prin care Papa Ioan Paul al II-lea a făcut apel la unitatea creștinilor din întreaga lume.
- 2005: Francezii au respins, cu 54,67 % voturi contra, ratificarea Constituției europene. Prezența la vot a fost de 69,37%.

## Nașteri
- 1439: Papa Pius al III-lea (d. 1503)
- 1568: Virginia de' Medici, ducesă de Modena și Reggio (d. 1615)
- 1627: Anne Marie Louise d'Orléans, Ducesă de Montpensier, prințesă și scriitoare franceză (d. 1693)
- 1630: Regele Carol al II-lea al Angliei (d. 1685)
- 1679: Antonio Farnese, Duce de Parma (d. 1731)
- 1680: Ferdinand Albert al II-lea, Duce de Brunswick-Lüneburg (d. 1735)
- 1735: Marie-Geneviève Navarre, pictoriță franceză (d. 1795)
- 1801: Jacques Amans, pictor francez (d. 1888)
- 1860: Isaac Albéniz, compozitor și pianist spaniol (d. 1909)
- 1874: G. K. Chesterton, scriitor, jurnalist englez (d. 1936)
- 1880: Oswald Spengler, filosof și istoric german (d. 1936)
- 1890: Prințesa Feodora de Saxa-Meiningen  (d. 1972)
- 1890: Aurel Racovitză, diplomat, general român (d. 1957)

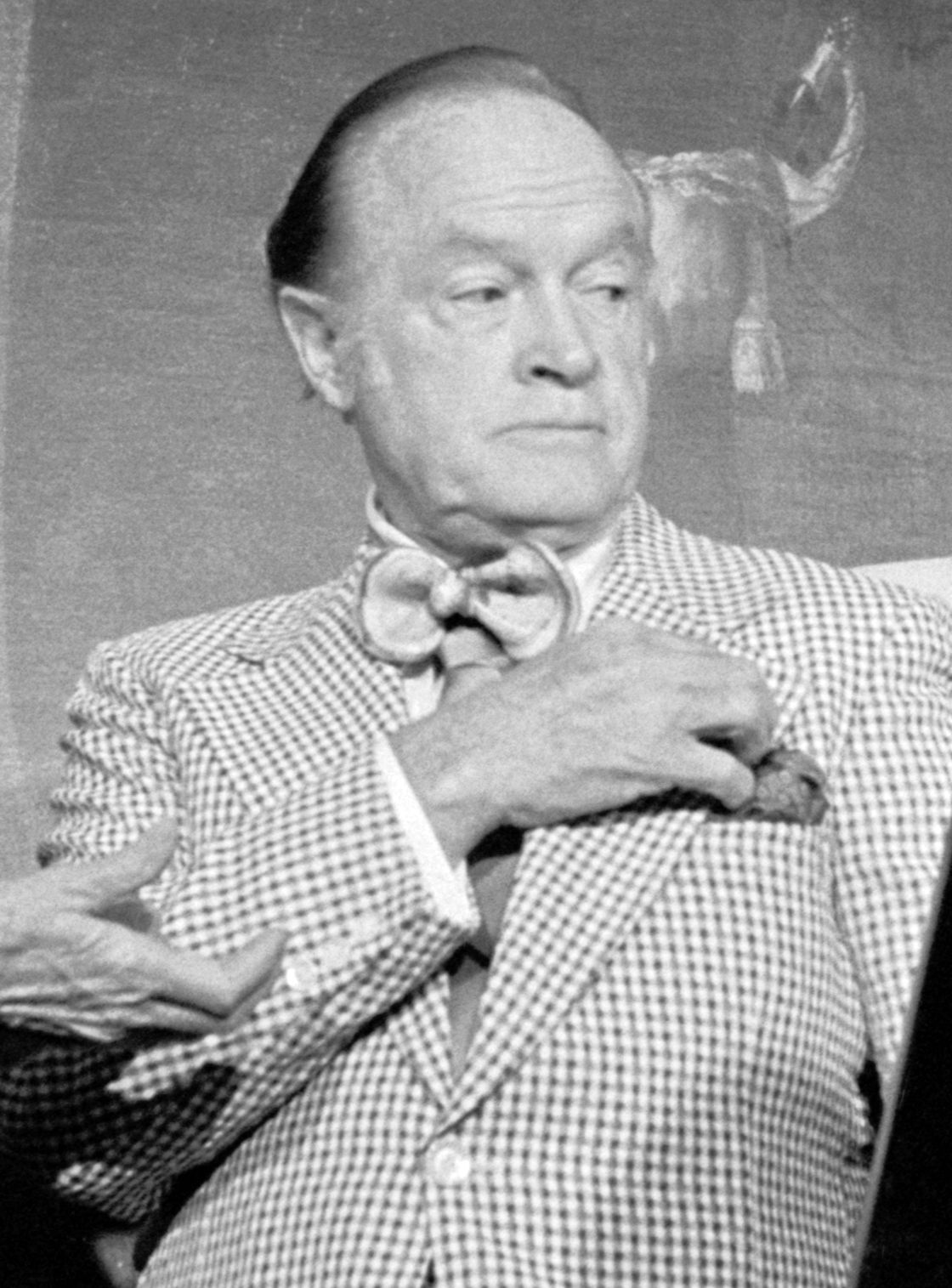
Bob Hope, comic american
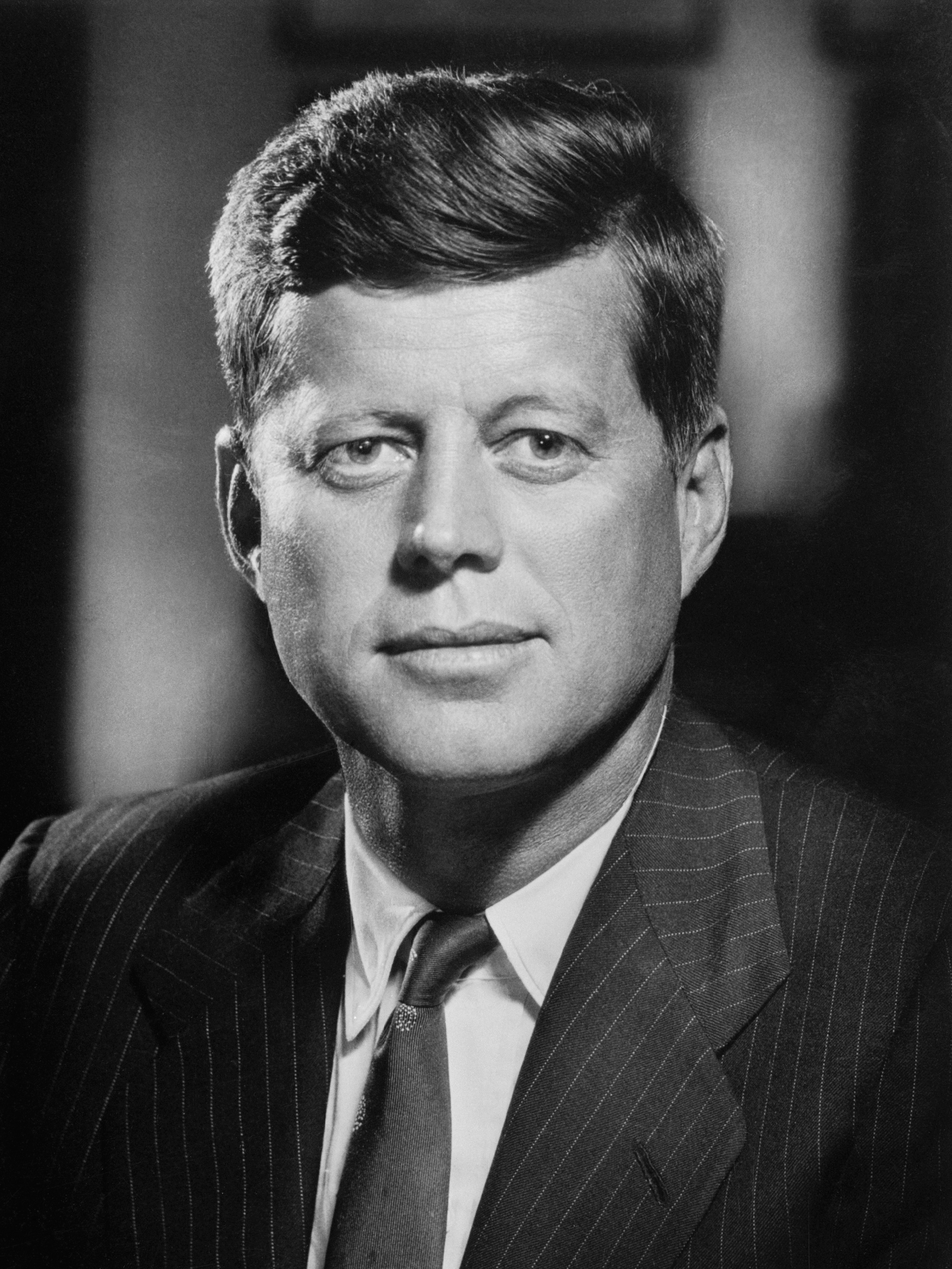
John F. Kennedy, al 35-lea președinte al Statelor Unite
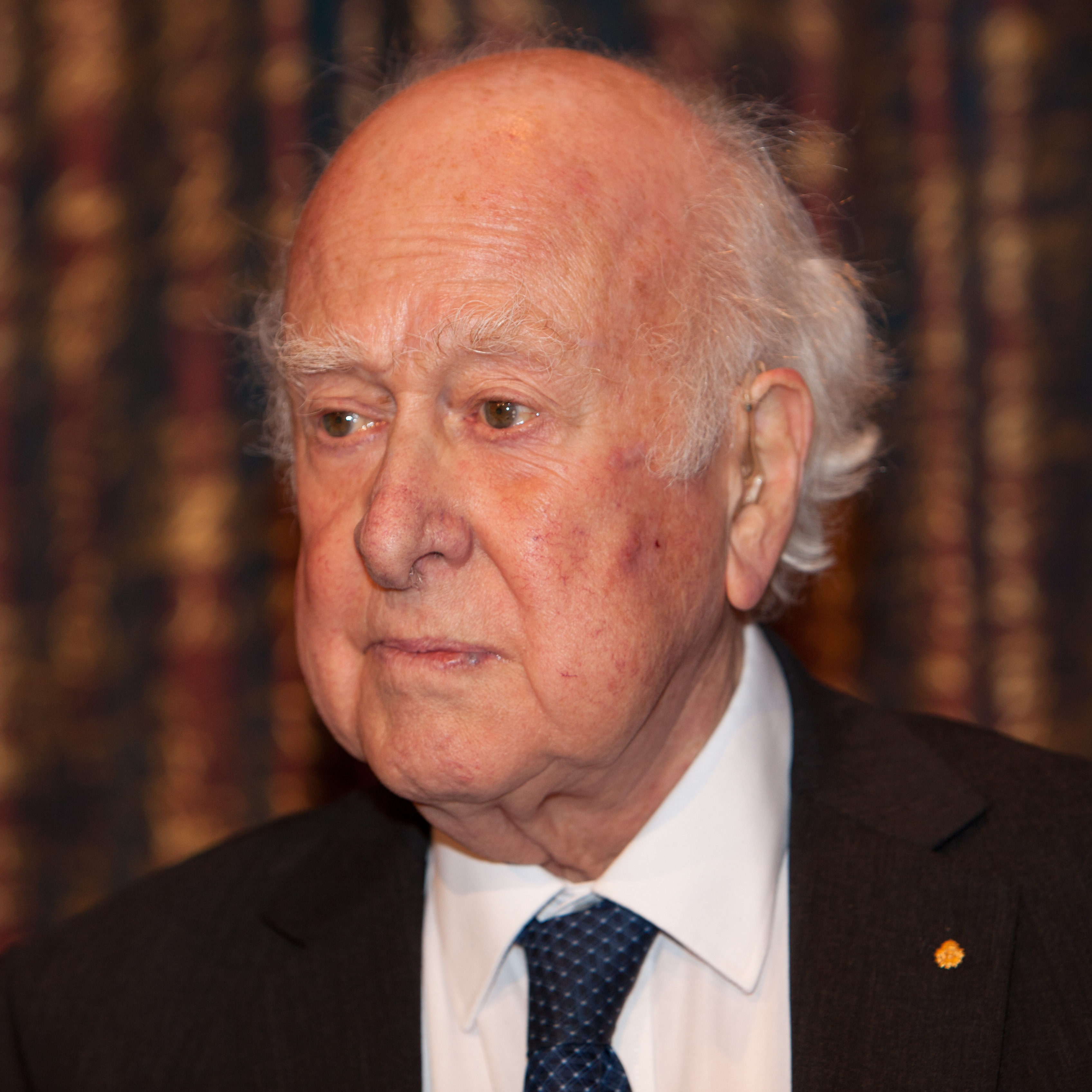
Peter Higgs, fizician teoretic englez, laureat Nobel

- 1897: Erich Wolfgang Korngold, compozitor austriac de muzică clasică și de film (d. 1957)
- 1901: Ionel Fernic, compozitor, poet, aviator și parașutist român (d. 1938)
- 1903: Bob Hope, comic american (d. 2003)
- 1917: John F. Kennedy, al 35-lea președinte al Statelor Unite (d. 1963)
- 1920: John Charles Harsanyi, economist american, laureat al Premiului Nobel pentru Economie pe anul 1994
- 1922: Iannis Xenakis, matematician, arhitect, inginer constructor și compozitor francez de origine greacă (d. 2001)
- 1923: Bernard Clavel, scriitor francez (d. 2010)
- 1925: Erwin M. Friedländer, fizician american de origine română (d. 2004)
- 1929: Peter Higgs, fizician teoretic englez, laureat Nobel (d. 2024)
- 1935: Alexandru Nichici, 84 ani, inginer român (d. 2020)
- 1955: Aurel Gubandru, politician român
- 1959: Adrian Paul, actor englez
- 1967: Noel Gallagher, cântăreț, compozitor englez (Oasis)
- 1975: Melanie Brown, cântăreață, compozitoare, dansatoare, actriță britanică (Spice Girls)
- 1977: Massimo Ambrosini, fotbalist italian
- 1988: Mihai Costea, fotbalist român
- 1990: Elena Utkina, handbalistă rusă
- 1993: Richard Carapaz, ciclist ecuadorian

## Decese
- 1259: Regele Christopher I al Danemarcei (n. 1219)
- 1379: Regele Henric al II-lea al Castiliei (n. 1334)
- 1453: Constantin al XI-lea Paleologul, ultimul împărat bizantin (n. 1404)
- 1500: Bartolomeu Dias, explorator portughez (n. 1450)
- 1814: Josephine de Beauharnais, prima soție a lui Napoleon Bonaparte și împărăteasă a Franței (n. 1763)
- 1861: Joachim Lelewel, istoric polonez, bibliograf, poliglot, activist social și politic (n. 1786)
- 1873: Prințul Friedrich de Hesse și de Rin (n. 1870)
- 1874: Jean-Louis Hamon, pictor francez (n. 1821)
- 1883: Prințesa Mariana a Țărilor de Jos (n. 1810)

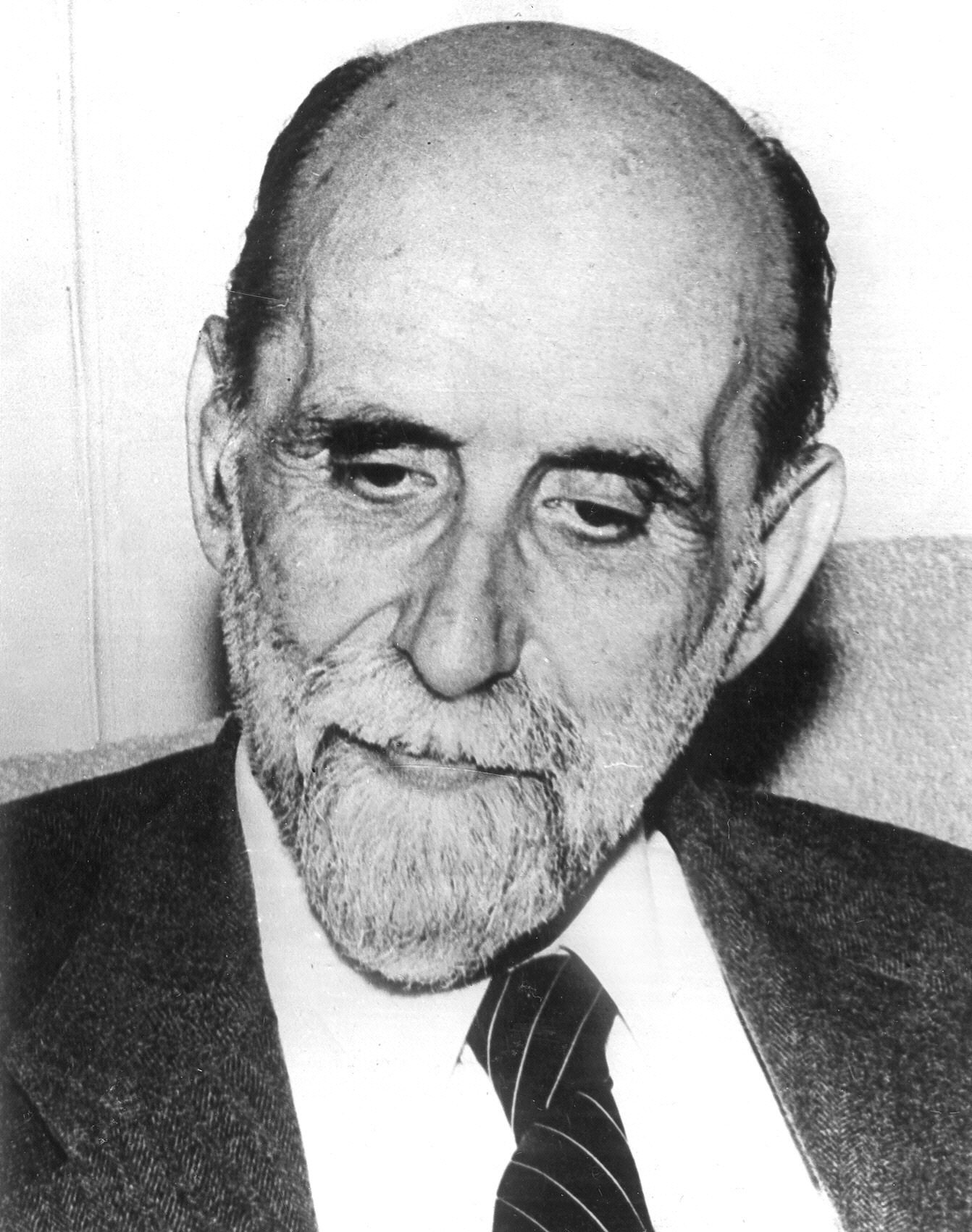
Juan Ramón Jiménez, poet și eseist spaniol, laureat Nobel
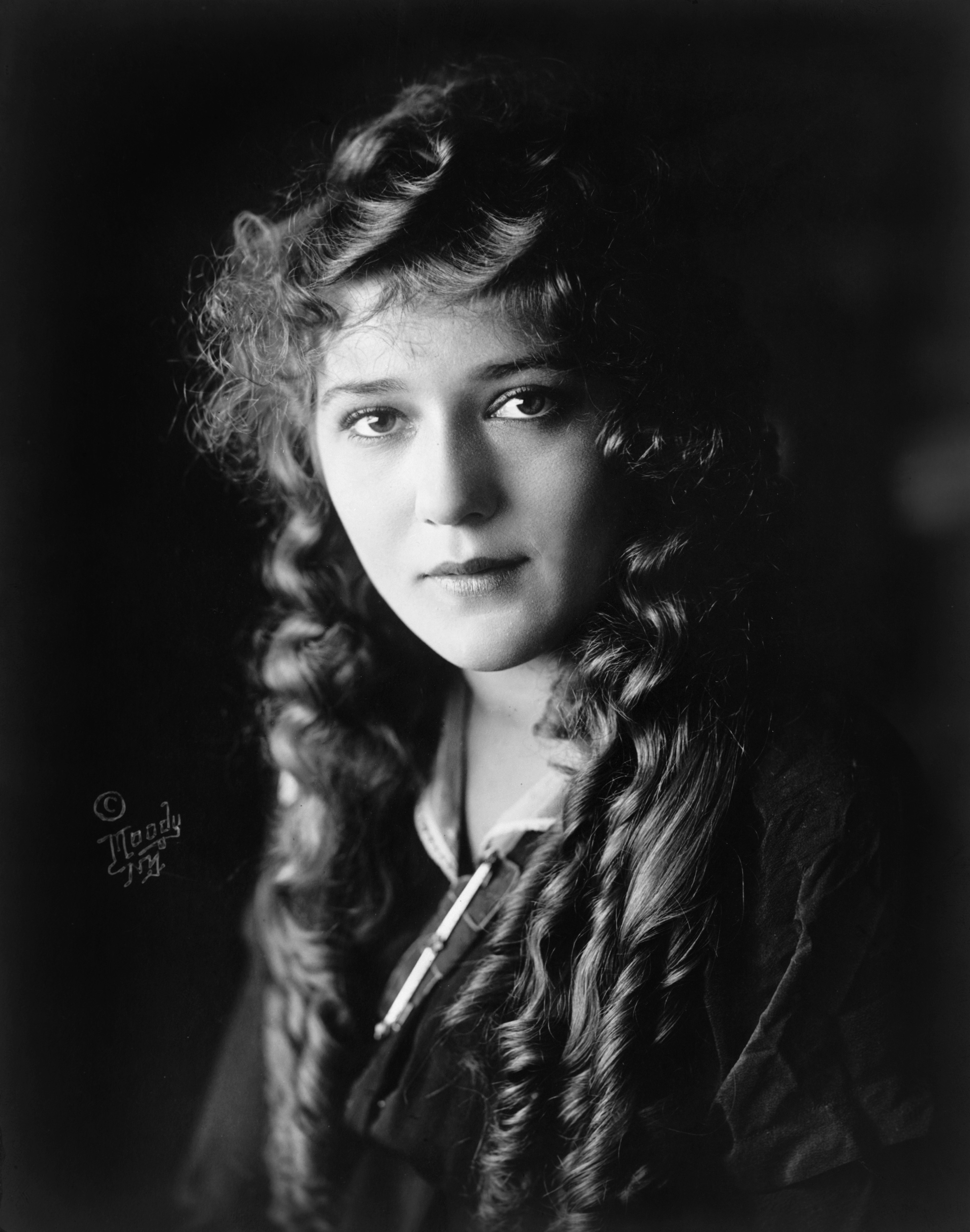
Mary Pickford, actriță canadiano-americană
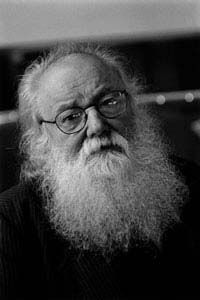
Pierre Restany, artist plastic francez

- 1910: Mili Balakirev, compozitor, pianist și dirijor rus (n. 1837)
- 1945: Mihail Sebastian, prozator, dramaturg și eseist român (n. 1907)
- 1955: Aristide Caradja, entomolog român (n. 1861)
- 1958: Juan Ramón Jiménez, poet și eseist spaniol, laureat al Premiului Nobel pentru literatură (1956) (n. 1881)
- 1962: Gheorghe Arsenescu, ofițer român (n. 1907)
- 1973: P. Ramlee, un celebru actor, cântăreț și regizor malaezian (n. 1929)
- 1974: Albert Pilát, botanist și micolog ceh (n. 1903)
- 1979: Mary Pickford, actriță canadiano-americană, co-fondatoare a United Artists (n. 1892)
- 1982: Romy Schneider, actriță franco-germană (n. 1938)
- 1987: Choudhary Charan Singh, politician indian, prim-ministru al Indiei (1979-1980) (n. 1902)
- 1992: Ion Bostan, regizor român de filme documentare (n. 1914)
- 1997: Jeff Buckley, muzician american (n. 1966)
- 1994: Erich Honecker, politician comunist german, secretar general al Partidul Unității Socialiste din Germania (n. 1912)
- 2003: Pierre Restany, artist plastic, critic de artă și filozof cultural francez (n. 1930)
- 2010: Dennis Hopper, actor și regizor american (n. 1936)
- 2011: Ferenc Mádl, politician maghiar, al 14-lea președinte al Ungariei (n. 1931)
- 2022: Evaristo Carvalho, politician din statul São Tomé și Príncipe, al 4-lea președinte al acestui stat (2016–2021), (n. 1942)

## Sărbători

### Calendar creștin ortodox
- Sf. mc. Teodosia fecioara
- Sf. Sfințit Mc. Olivian

### Calendar greco-catolic
- Sf. M. Teodosia

### Calendar romano-catolic
- Sf. Maxim

### Sărbători laice
- Nepal: Declarația de republică
- Ziua internațională a forțelor ONU de menținere a păcii (Ziua internațională a Căștilor Albastre)